# Camillo Golgi
(Motivazione per il Premio Nobel per la medicina 1906)
Bartolomeo Camillo Emilio Golgi (Córteno, 7 luglio 1843 – Pavia, 21 gennaio 1926) è stato uno scienziato e medico italiano.
Dopo un iniziale e breve intervallo come ordinario di anatomia all'Università di Siena, ricopre a lungo il doppio incarico di professore di istologia e patologia generale all'Università di Pavia. Insieme a Giosuè Carducci, fu il primo italiano in assoluto ad essere designato nel 1906, dall'Istituto Karolinska di Stoccolma, per l'assegnazione del Premio Nobel.

## Biografia

### Primi anni
Nasce il 7 luglio 1843 a Corteno (oggi Corteno Golgi in suo onore), in alta Val Camonica, dove il padre Alessandro, appena laureato, si è trasferito come medico condotto. La madre Carolina era cugina del padre. Qui frequenta le scuole primarie e rimane per circa quindici anni. Nello stesso periodo studia anche a Edolo (BS) e poi a Lovere (BG) al convitto nazionale Cesare Battisti, mentre consegue il diploma al Liceo classico Arnaldo di Brescia. Terminati nel 1865 gli studi a Pavia e laureatosi in Medicina con la tesi "Sull'eziologia delle malattie mentali", discussa con Cesare Lombroso, entra nel laboratorio istologico fondato da Paolo Mantegazza e diretto da Giulio Bizzozero, che sarà suo maestro di ricerca. Per l'urgenza di trovare un lavoro sicuro e pressato dal padre, Golgi decide di partecipare al concorso per un posto di primario chirurgo presso le Pie Case degli Incurabili di Abbiategrasso (fondato nel 1785 nell'ex monastero femminile di Santa Chiara). Golgi vince il concorso e, grazie all'articolo 86 del regolamento interno, gli viene riconosciuto come merito speciale dei sanitari il potersi occupare degli studi anatomo-psicologici.

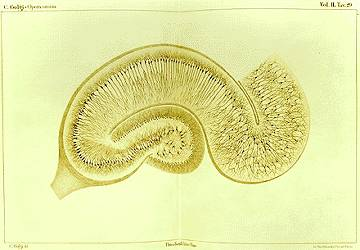
Disegno di ippocampo come esempio del metodo Golgi

Come laboratorio di ricerca usa una piccola cucina rudimentale, con un microscopio e pochi strumenti. Proprio durante il periodo di Abbiategrasso si contraddistingue per la grande attività di ricerca e in questo senso è essenziale la sua amicizia con Bizzozero, che lo aiuta a mantenere vivo l'interesse per l'istologia e la vicinanza all'università.
In quella cucina allestisce un laboratorio di istologia in cui, nel 1873, mette a punto la rivoluzionaria "reazione nera" (metodo di Golgi). Questo metodo permette di colorare selettivamente le cellule nervose e la loro struttura organizzata. La sua scoperta viene conosciuta e apprezzata nella dovuta misura solo molti anni più tardi, soprattutto per merito del suo principale mentore, il patriarca della biologia ottocentesca Rudolf Albert von Kölliker. Trasferitosi a Pavia, ottiene le cattedre ordinarie di Istologia e Patologia generale, indi è nominato rettore dell'Università, incarico che ricoprirà a più riprese (1893-1896 e 1901-1909).
Nella sua lunga e indefessa vita di ricercatore compie anche altre importanti scoperte. Ad esempio nel campo della malariologia, dove studia e chiarisce le fasi di sviluppo e riproduzione del Plasmodium malariae, formulando la "legge di Golgi", che consente di trattare e guarire gli infetti al momento giusto con il chinino.
Studia e descrive poi la precisa anatomia e la funzione delle terminazioni nervose dei tendini, dette corpuscoli del Golgi, e compie importanti studi sui reni, la corea di Huntington, i bulbi olfattivi, ecc.

### Matrimonio
Nel 1877 sposa Evangelina Aletti, di tredici anni più giovane, nipote di Giulio Bizzozero. Il viaggio di nozze è a Córteno, l'amato paese natale tra le Alpi bresciane, per il quale Golgi serberà sempre grande affetto e si prodigherà per aiutare in mille modi. I due coniugi non avranno mai figli.

### Attività politica
Si dedica anche alla politica, o meglio all'amministrazione pubblica, ricoprendo tra le altre la carica di assessore all'igiene nel Comune di Pavia. È anche, per lungo tempo, membro e poi presidente del Consiglio Superiore di Sanità. Propone la costruzione del nuovo Policlinico San Matteo e lotta strenuamente perché l'ateneo pavese mantenga e accresca il suo già secolare prestigio.
Più precisamente, il 4 novembre 1893 Golgi tiene la relazione ufficiale per la solenne inaugurazione dell'anno accademico 1893-1894, essendo divenuto poco prima rettore dell'università. Aderisce alla lista dell'Unione Liberale Monarchica, ovvero la lista clerico-moderata sostenuta dal giornale «Il Ticino». Così Roberto Rampoldi, esponente politico di spicco della sinistra radicale, diviene suo diretto antagonista nella lista democratica. Le elezioni sono vinte dallo schieramento di Golgi, che diviene così consigliere comunale. Ciò rappresenta un importante risultato, in quanto da quella posizione lo scienziato potrà far valere meglio la sua influenza nell'indirizzare l'attenzione dell'amministrazione municipale verso i progetti di rinnovamento dell'università di Pavia. Il febbrile impegno di Golgi per l'accrescimento del prestigio accademico pavese si manifesta in modo evidente quando la centralità lombarda dell'ateneo pavese viene minacciata dalla nascita di un nuovo polo universitario a Milano. Il 2 marzo del 1893 era scomparso l'ingegnere Siro Valerio, che aveva lasciato il suo patrimonio al comune di Milano affinché costituisse un fondo per l'università per lo studio delle Scienze. Questo progetto è immediatamente avviato dal ginecologo dell'Ospedale Maggiore di Milano, Luigi Mangiagalli, fatto che suscita la reazione negativa dell'ambiente universitario pavese per timore di un suo progressivo indebolimento.
Massone, fu membro del Grande Oriente d'Italia.

### Ripresa della ricerca
Golgi potrebbe accontentarsi di dirigere gli studi degli allievi, ma in lui è troppo forte la passione per l'attività di laboratorio fatta in prima persona. Così nel 1898 riprende l'attività di ricerca. Più precisamente riprende, sempre con il metodo elaborato 25 anni prima, gli studi sulla cellula. Questi lo portano alla scoperta dell'apparato reticolare interno, poi e per sempre chiamato apparato o complesso di Golgi, uno dei componenti fondamentali della cellula, cinquanta anni prima dell'invenzione del microscopio elettronico, che la confermerà in pieno. Secondo alcuni tale scoperta, da sola, sarebbe stata degna di un Premio Nobel.

### Gli ultimi anni
Il Premio Nobel per la Medicina (precisamente "Medicina o Fisiologia") arriva nel 1906 ex aequo con Santiago Ramón y Cajal, per gli studi sulla istologia del sistema nervoso: Golgi per la messa a punto della reazione nera, Ramòn y Cajal per le scoperte compiute grazie alla colorazione di Golgi (Ramòn y Cajal aveva scoperto che i neuroni sono separati fisicamente l'uno dall'altro, ossia che interagiscono tra di loro non per continuità, bensì per contiguità attraverso la sinapsi e che non sono uniti a formare un'unica rete sinciziale come sosteneva Golgi; formulava quindi la cosiddetta legge della polarizzazione dinamica).
Con il Nobel, Golgi raggiunge il massimo della fama internazionale e la sua attività di ricerca non cessa. Inoltre, durante la Prima Guerra Mondiale dirige l'ospedale militare, allestito nell'antico Almo Collegio Borromeo di Pavia e promuove il trattamento riabilitativo dei feriti di guerra, creando un centro per la riabilitazione delle lesioni al sistema nervoso periferico. Dopo il conflitto continua a lavorare nel laboratorio, pubblicando lavori scientifici fino al 1923. Anche nell'ultimo periodo della sua vita Golgi cerca di arginare gli eventuali danni che sarebbero derivati dall'imposizione dell'ateneo milanese. Non si dà per vinto e ignorando il declino delle sue condizioni fisiche decide all'inizio di dicembre del 1924 di recarsi a Roma per sostenere la nascita del nuovo ospedale San Matteo. Infine, il 21 gennaio del 1926 le sue condizioni fisiche divengono critiche e la morte lo coglie a Pavia, città in cui è sepolto insieme con la moglie, accanto alle tombe di Bartolomeo Panizza, suo professore, e Adelchi Negri, suo brillante allievo.

## Attività scientifica
(Camillo Golgi)
È questo il principio guida della sua ricerca scientifica, contraddistinta dall'arte dell'osservazione nell'esplorare il campione di studio.

### La reazione nera
La prima sfida di Golgi è quella di trovare nuovi metodi istologici, fatto che lo spinge a superare il limite imposto dall'assenza di procedure appropriate di colorazione differenziale dei diversi elementi costitutivi del sistema nervoso. Durante il lavoro di ricerca raccoglie più materiale possibile, non limitandosi a usare un unico reagente, ma portandone vari, per realizzare sempre un controllo accurato dei dati rilevati e dei fatti che da altri vengono messi in luce. In seguito studia le forme istologiche fissate dai liquidi cromatici e la specifica precipitazione di metalli, specialmente del nitrato d'argento, in certe sostanze cementanti e in certe parti delle fibre nervose. È così che ha l'idea che nuovi risultati si potrebbero ottenere applicando metodi di impregnazione metallica ai tessuti fissati, sebbene né dati empirici né teorici dimostrino la correttezza di questo procedimento differente. Arriva così, anche se attraverso diversi insuccessi, alla consapevolezza della scoperta della cosiddetta reazione nera:
- Acido osmico
- Bicromato di potassio
- Nitrato di argento

La combinazione di questi reagenti consente infatti la deposizione di argento metallico da una soluzione del suo sale sulla superficie del neurone, evidenziandolo fin nei minimi particolari.
Attraverso la reazione nera Golgi riesce subito a mettere in evidenza la ramificazione degli assoni, confutando così la teoria di Otto Friedrich Karl Deiters, allievo di Rudolf Virchow, il quale sosteneva che ciò che contraddistingueva il prolungamento protoplasmatico, ovvero il dendrite, dal prolungamento cilinder axis (assone) era l'assenza di ramificazioni nel secondo. Golgi dimostra invece, attraverso la reazione nera, l'erroneità di tale teoria.
Su questa scoperta si fonda quella che poi sarà la futura classificazione di Golgi in cellule di primo e secondo tipo, e proprio su questa distinzione si ravvisa il contributo di Golgi alle neuroscienze in vista dell'interpretazione dei circuiti locali e a distanza. Nega inoltre che il prolungamento protoplasmatico possa sciogliersi nella sostanza granulo-fibrosa interstiziale e le anastomosi. Conseguentemente, la necessità di identificare una continuità tra le sue scoperte circa l'esistenza di ramificazioni dell'assone e il decorso dei dendriti lo porta a elaborare la teoria della rete nervosa diffusa. Occorre ricordare come Golgi sia fortemente influenzato dall'idea reticolarista, che caratterizza un po' tutte le concezioni della struttura del cervello e che hanno come riferimento il concetto di una comunicazione diretta fra cellule nervose. Probabilmente è rimasto così sorpreso e disorientato nello scoprire la ramificazione degli assoni e l'assenza di anastomosi tra i dendriti che automaticamente deve pensare a un reticolo costituito dall'unione dei vari rami collaterali degli assoni; altrimenti non può trovare una spiegazione fisiologica delle azioni riflesse rese possibili dalla fusione di prolungamenti nervosi. Certamente l'osservazione della sovrapposizione di queste ramificazioni su piani molto vicini è l'elemento che meglio avvalora questa idea di unità funzionale, soprattutto nel caso del cervelletto.

### Apparato di Golgi
Nel corso del 1897, studiando i gangli spinali con il metodo della reazione nera, si accorge che in qualche cellula è presente un apparato filamentoso ad andamento convoluto che forma una rete citoplasmatica.
La scoperta dell'apparato reticolare interno viene comunicata nel 1898 dalla Società Medico-Chirurgica di Pavia, ma bisogna aspettare la conferma dell'esistenza di questo organulo dall'analisi condotta da Albert J. Dalton e Marie D. Felix con il microscopio elettronico nel 1954. La scoperta dell'apparato reticolare è subito posta al centro del dibattito internazionale, viste le supposte relazioni con gli studi di August Holmgren sui canalicoli nutritizi endocellulari, comunicanti con la superficie esterna della cellula, e gli studi di István Apáthy e Albrecht Bethe sulle neurofibrille. Più precisamente, secondo il ricercatore svedese questo insieme di canali, chiamato trospongio, si identifica proprio con l'apparato reticolare di Golgi. Lo stesso intervento di Golgi al congresso di Anatomische Gesellschaft del 18-21 aprile del 1900 - che per la prima volta si riunisce in Italia e che impegna lo scienziato italiano nella sua organizzazione - definisce l'apparato reticolare interno come una disposizione perinucleare, separato nettamente dalla membrana cellulare tramite una zona di interposizione. Inoltre la dimostrazione dell'erronea interpretazione di Holmgren viene da una ricerca condotta in prima persona da Golgi nel 1907 aggiungendo l'acido arsenioso come liquido fissatore (risultati Società medico-chirurgica di Pavia, 31 gennaio 1908). Un'ulteriore e importante comunicazione è fatta da Golgi circa il lavoro di un suo allievo, Adelchi Negri, il quale aveva dimostrato l'esistenza dell'apparato reticolare interno anche in cellule nervose.
Quindi la scoperta di Golgi rappresenta una vera e propria svolta nella citologia. Occorre tuttavia ricordare che Golgi preferisce non pronunciarsi sull'aspetto funzionale dell'apparato reticolare, limitandosi quindi alla descrizione morfologica di quest'ultimo.

### Golgi e la malaria
Golgi si interessa alla questione della malaria quando il suo collega di Pavia Francesco Orsi verifica la teoria di Corrado Tommasi Crudeli e di Edwin Klebs e decide di rivolgersi al nostro scienziato italiano in quanto i risultati che ha ottenuto gli hanno fatto sorgere diversi dubbi. Golgi stesso nota per via sperimentale che i dubbi di Orsi sono fondati e che i risultati di Tommasi Crudeli sono certamente viziati da diversi errori metodologici.

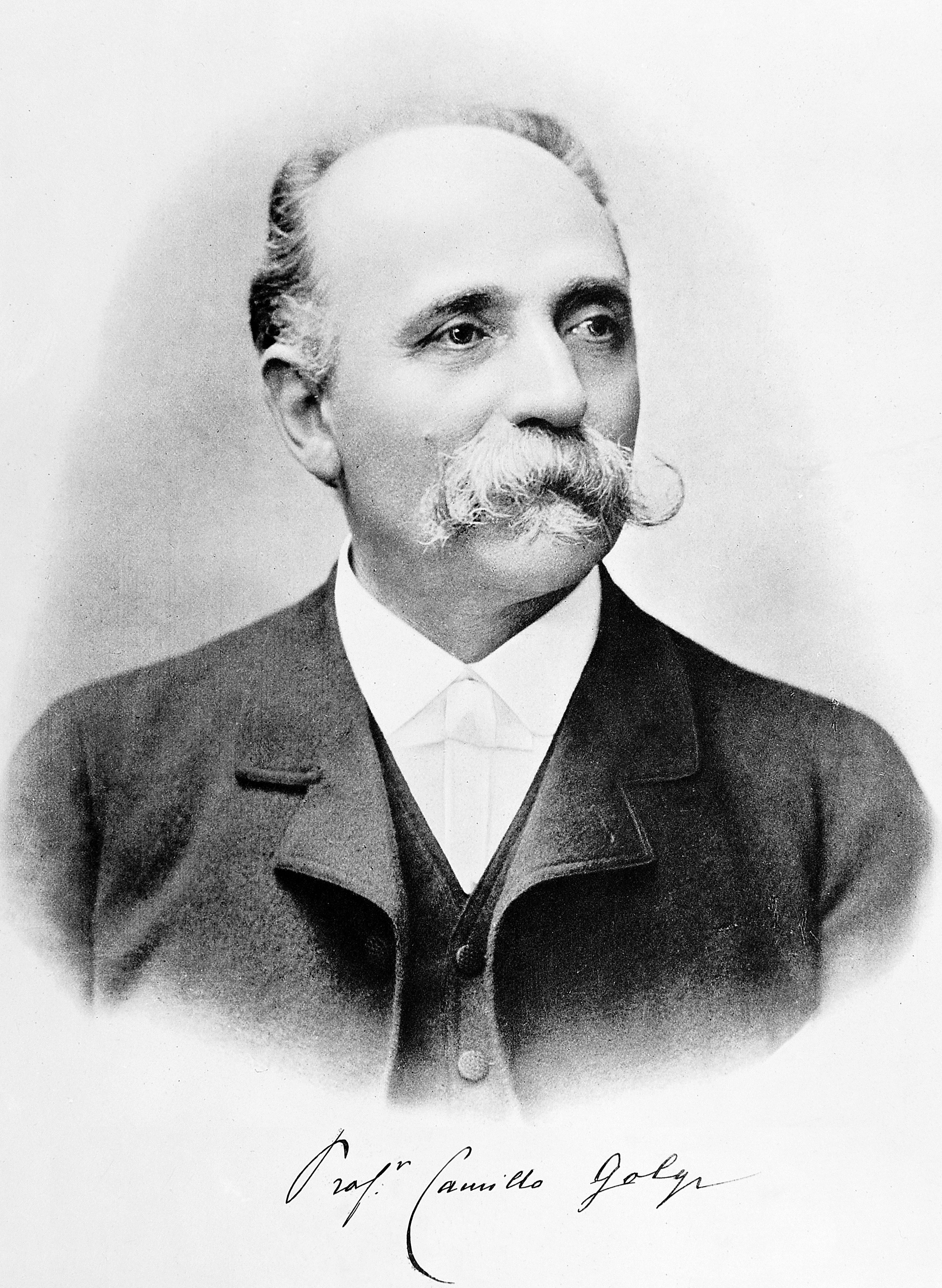
Curve termometriche di conigli in cui è stato inoculato il Bacillus malariae - la linea tratteggiata indica il giorno dell'inoculazione

Il confronto di queste due curve termometriche dimostra come il cosiddetto Bacillus malariae di Klebs, Tommasi Crudeli e Bernardo Schiavuzzi non abbia nulla a che fare con la malaria. Infatti non è possibile rilevare alcuna differenza significativa tra l'andamento della curva prima e dopo l'inoculazione, anche se qualche volta sia presente un transitorio aumento di temperatura. Quest'ultimo, spiega Golgi, è dovuto essenzialmente all'irritazione locale esercitata dall'iniezione.
Golgi, infine, conclude la sua trattazione asserendo che il cosiddetto Bacillus malariae di Schiavuzzi appartiene alla categoria di quelli che facilmente si riproducono nei comuni mezzi di coltura in quanto, se fosse dotato di una specifica azione patogena, dovrebbe diffondersi nell'organismo conservando la sua identità biologica e la capacità di riprodursi. Tuttavia Golgi nota, inoculando il B. malariae in alcuni conigli sani, che quest'ultimo non presenta alcuna delle caratteristiche elencate precedentemente.
La scoperta fondamentale di Golgi in materia consiste nell'aver individuato il legame tra l'accesso febbrile e la scissione (che Golgi chiama "segmentazione") del plasmodio. Il successivo 20 dicembre completa la stesura della lettera Sulla infezione malarica indirizzata a Ettore Marchiafava e Angelo Celli. Nel 1885 dimostra che i due diversi tipi di febbre malarica, la terzana e la quartana, sono provocati da due specie di plasmodio diverse: Plasmodium vivax, responsabile della terzana benigna, e Plasmodium malariae, responsabile della quartana. Nel 1889 dimostra che gli attacchi febbrili si verificano nel momento in cui i merozoiti (stadio del ciclo del plasmodio) rompono i globuli rossi e si liberano nel circolo sanguigno.

### Opere principali
- Sulla fine anatomia degli organi centrali del sistema nervoso (1882-1883)
- Sulla infezione malarica (1886)
- Sulle febbri malariche estivo-autunnali di Roma (1893)

## Altre informazioni

### La casa

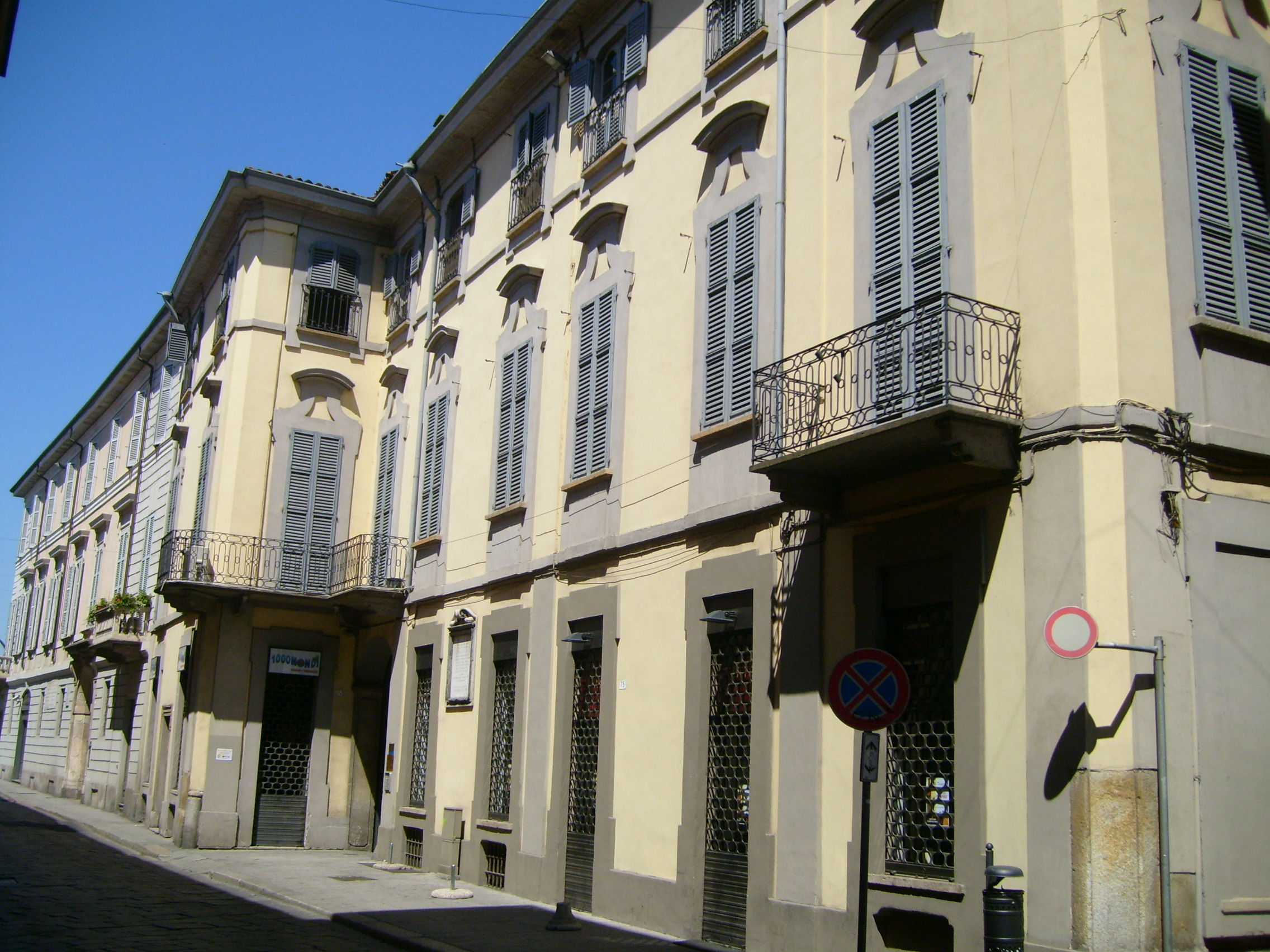
La casa

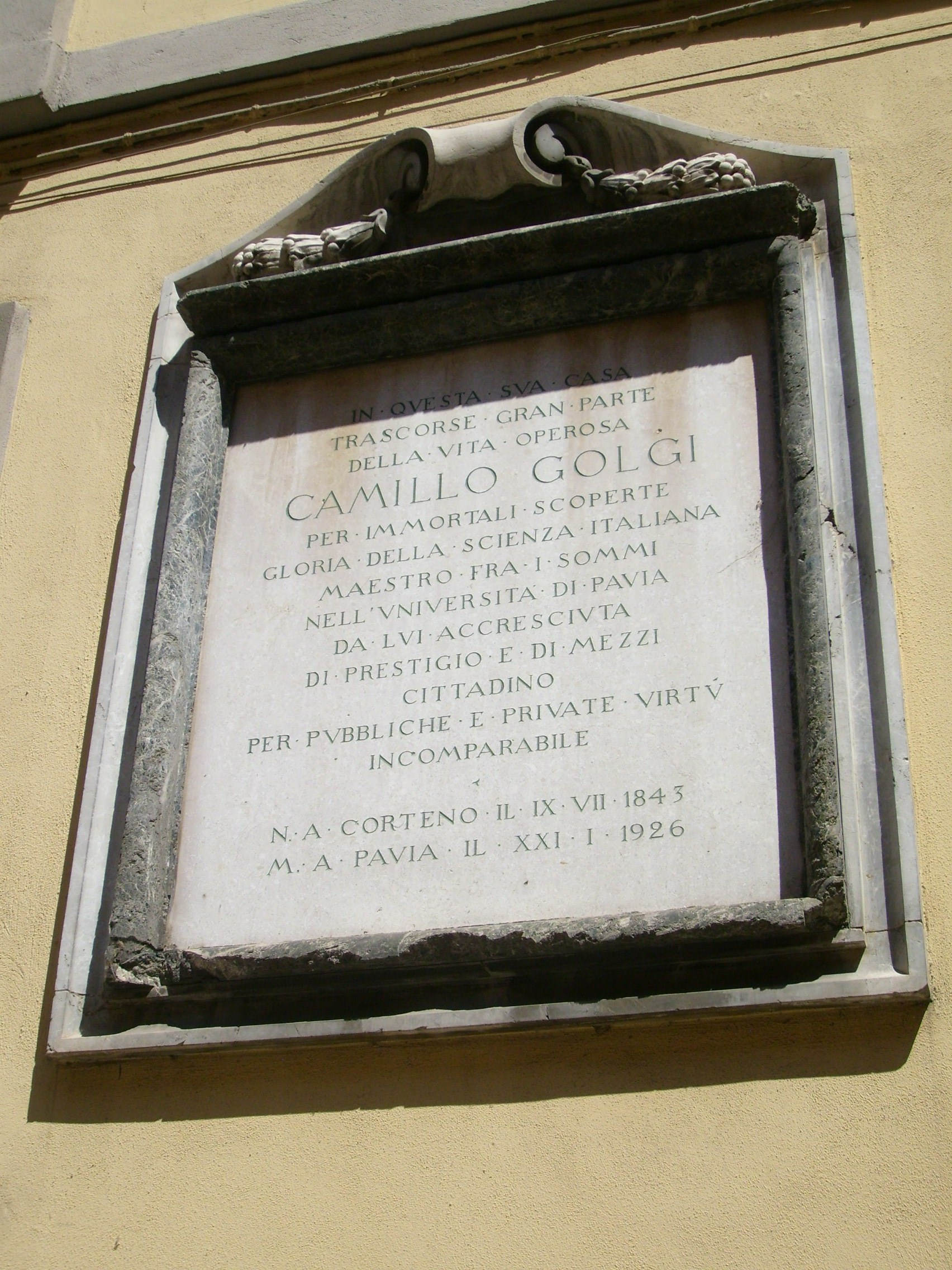
La lapide

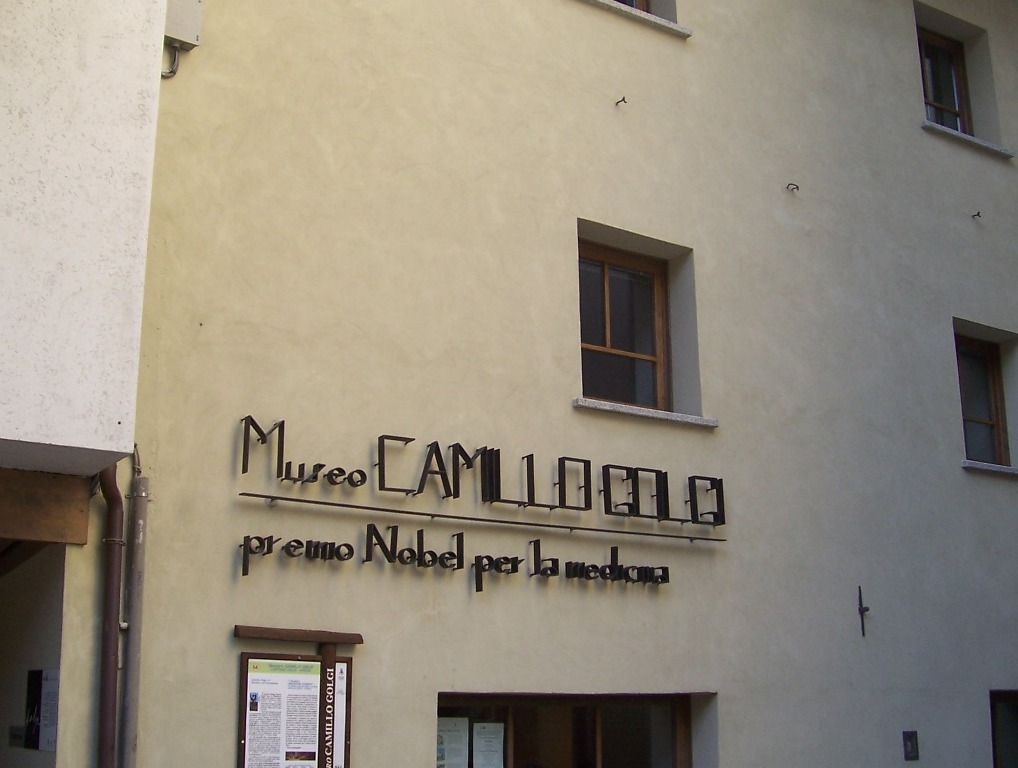
Museo Camillo Golgi a Corteno Golgi

A Pavia, in Strada Nuova, a poche centinaia di metri dalla sede storica dell'Università, si trova - proprio di fronte allo storico Teatro Fraschini - la casa in cui Camillo Golgi visse gran parte della sua vita.
Lo scienziato viene ricordato così nella lapide (con la data di nascita errata, IX in luogo del corretto VII luglio) sulla facciata della casa:
(N. a Corteno il IX - VII - 1843 / M. a Pavia il XXI - I - 1926)
La città di Pavia ha dedicato a Camillo Golgi un viale nei pressi dell'ospedale Policlinico San Matteo.
L'Università di Pavia ha recentemente dedicato a Camillo Golgi un museo (presso Palazzo Botta Adorno) con la ricostruzione del suo laboratorio con numerosi reperti legati alle sue ricerche.
Gli è stato dedicato un asteroide, 6875 Golgi.

### La tomba
Giunti al Cimitero monumentale di Pavia, da via San Giovanni Bosco si percorre il viale centrale del cimitero, che dall'ingresso porta verso il monumento ai caduti della Prima Guerra mondiale. Verso la fine si trovano, sulla sinistra, nell'ordine, le tombe di Adelchi Negri, di Bartolomeo Panizza e quella di Camillo Golgi (1843-1926), sepolto assieme alla moglie Lina (1856-1940): è una tomba molto semplice, di granito, con un medaglione di bronzo che ritrae il volto dello scienziato di profilo. L'iscrizione riporta solo il nome dello scienziato e della moglie, con gli anni di nascita e morte di entrambi.

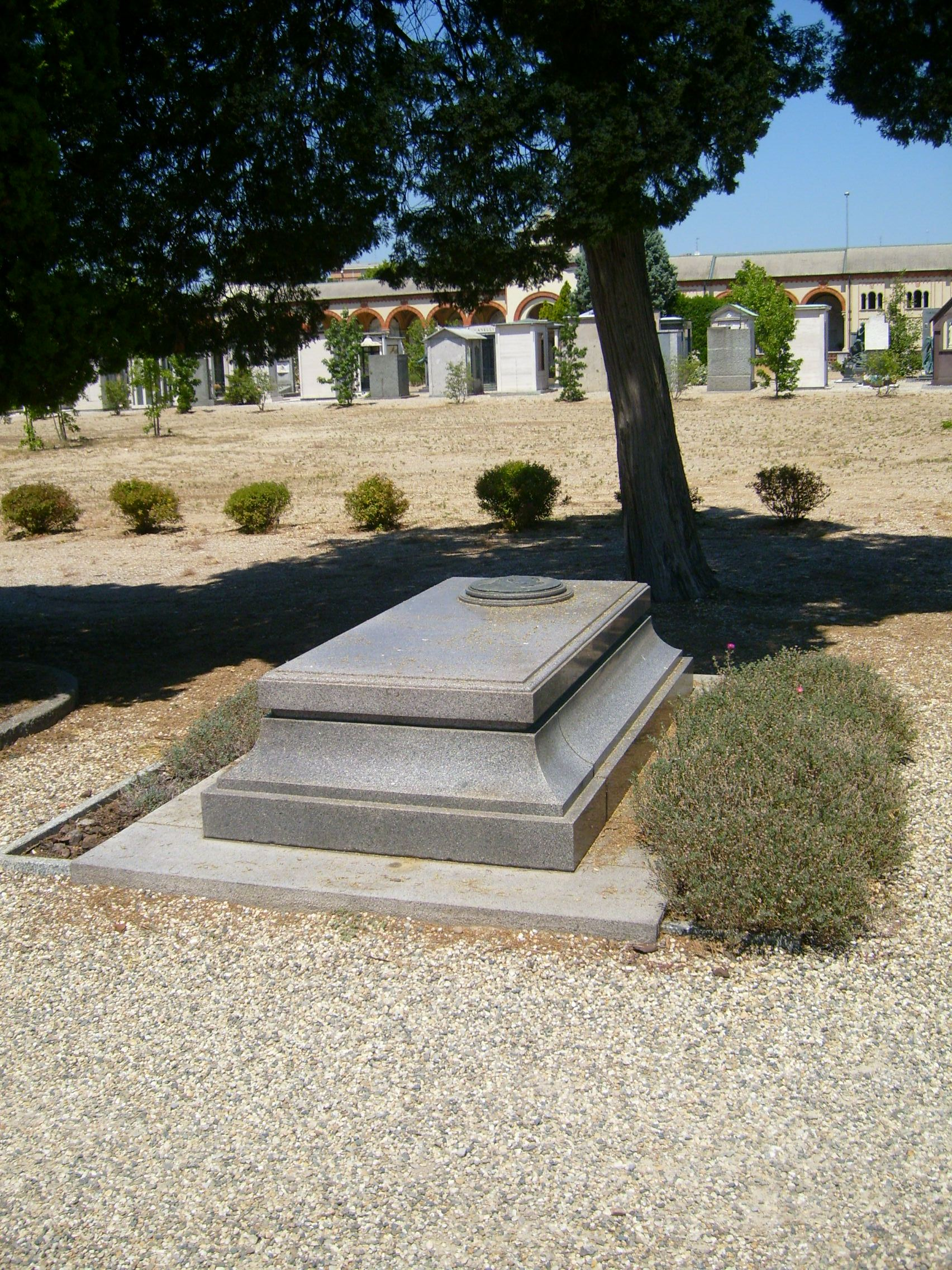
visione d'insieme
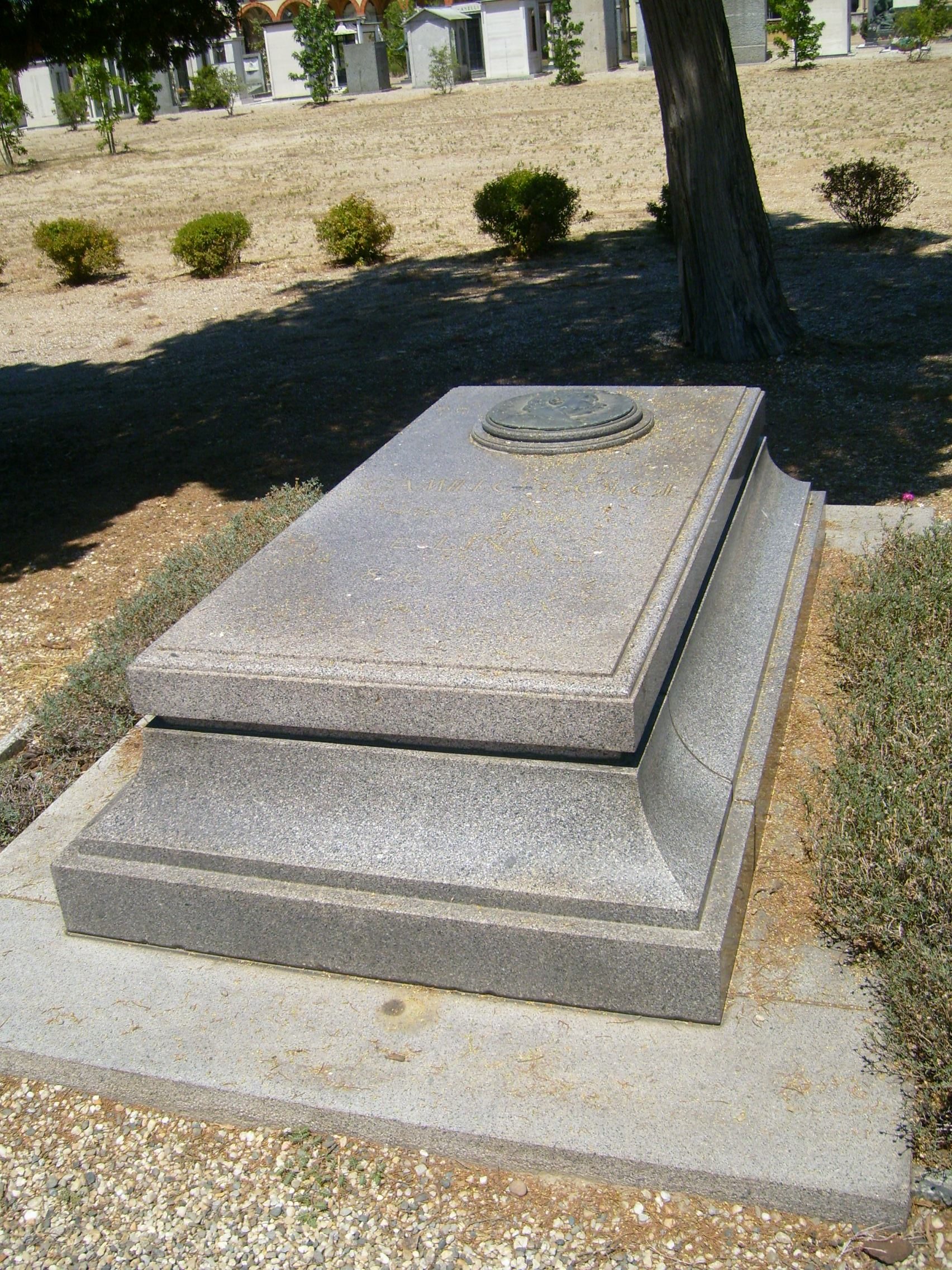
visione ravvicinata
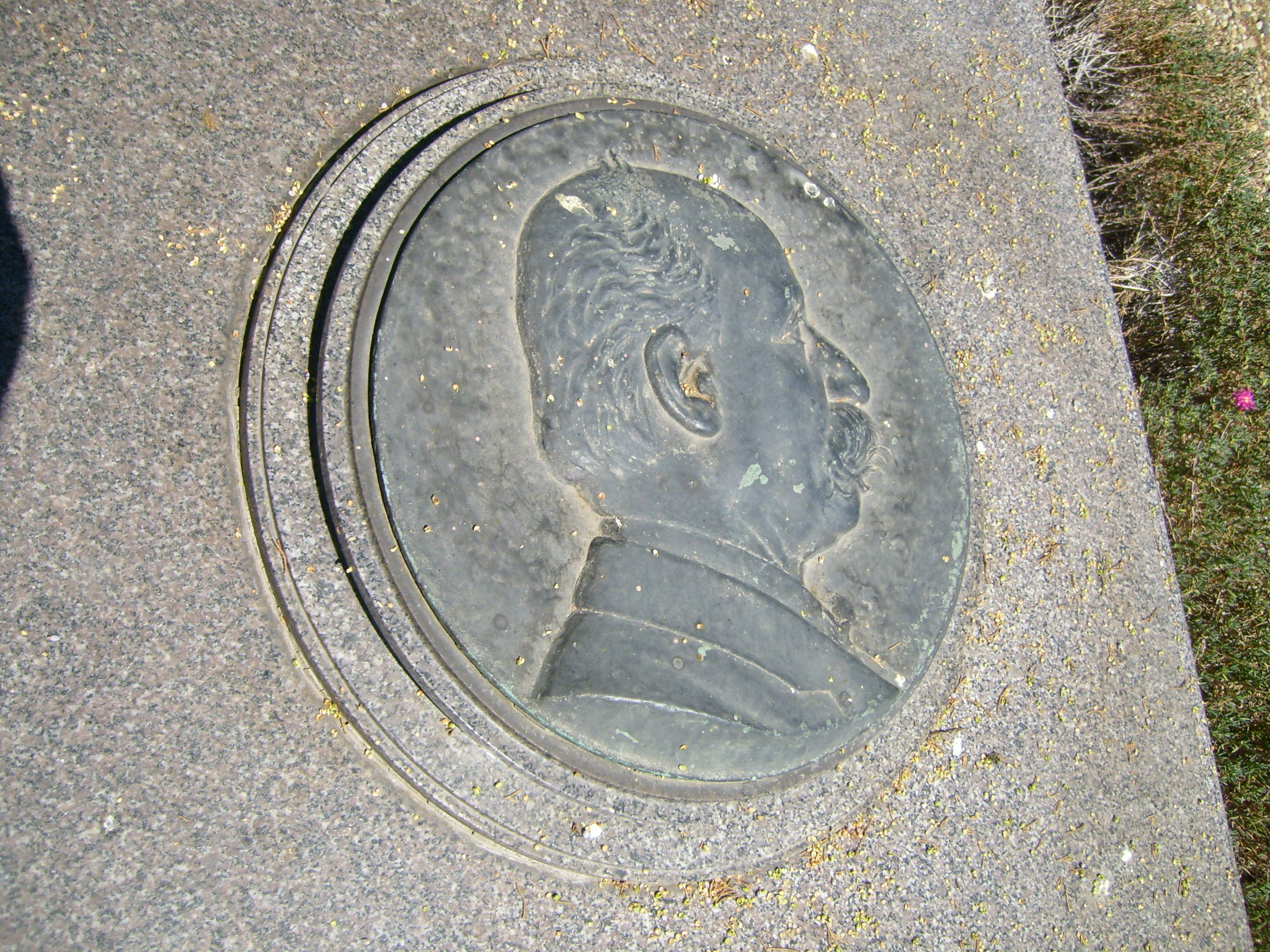
particolare del medaglione di bronzo

## Onorificenze

### Onorificenze straniere
Premio Nobel per la medicina 1906

### Altri riconoscimenti
- Nel 1881 viene nominato "socio corrispondente" della Reale Accademia delle Scienze di Torino.
- L'8 dicembre 1893 Rudolf Albert von Kölliker scrive a Golgi che la facoltà medica dell'università di Würzburg gli ha assegnato il premio Rinecker, un'onorificenza internazionale prestigiosa che attesta il riconoscimento delle importanti scoperte dello scienziato italiano.
- Il 5 gennaio del 1893 gli viene conferito l'altrettanto prestigioso premio Riberi dell'Accademia di Medicina di Torino, a cui Golgi aveva inviato la prima comunicazione sulla correlazione fra la segmentazione del plasmodio e l'accesso febbrile, per i suoi studi sulla malaria.
- Un altro riconoscimento di grande importanza internazionale proviene dagli USA: la Harvard Medical School gli assegna il fondo Elizabeth Thompson.
- Nel 1900 è nominato da re Umberto I senatore del Regno d'Italia per alti meriti scientifici, carica che mantiene fino alla morte nel 1926.
- In onore di Camillo Golgi, nel 1956 il paese natale cambia il proprio nome da Córteno a Corteno Golgi. Nel 2006, centenario del Nobel, vi è inaugurato il Museo Camillo Golgi e dedicato un percorso tematico, anche sentiero. Esso parte dal museo e arriva ad Aprica seguendo la strada che Golgi amava percorrere durante la fanciullezza e, più tardi, nel corso dei suoi assidui soggiorni.
- La città di Pavia gli ha dedicato una via nelle immediate vicinanze dell'ospedale Policlinico San Matteo.
- Gli è stato dedicato anche il cratere Golgi situato sulla Luna.
- Sono intitolati a suo nome l'IISS "Camillo Golgi" di Brescia e il liceo di Breno.
- Nel 1977 sono stati intitolati a suo nome due collegi universitari pavesi: i collegi Camillo Golgi.